# Centrum Indicatiestelling Zorg

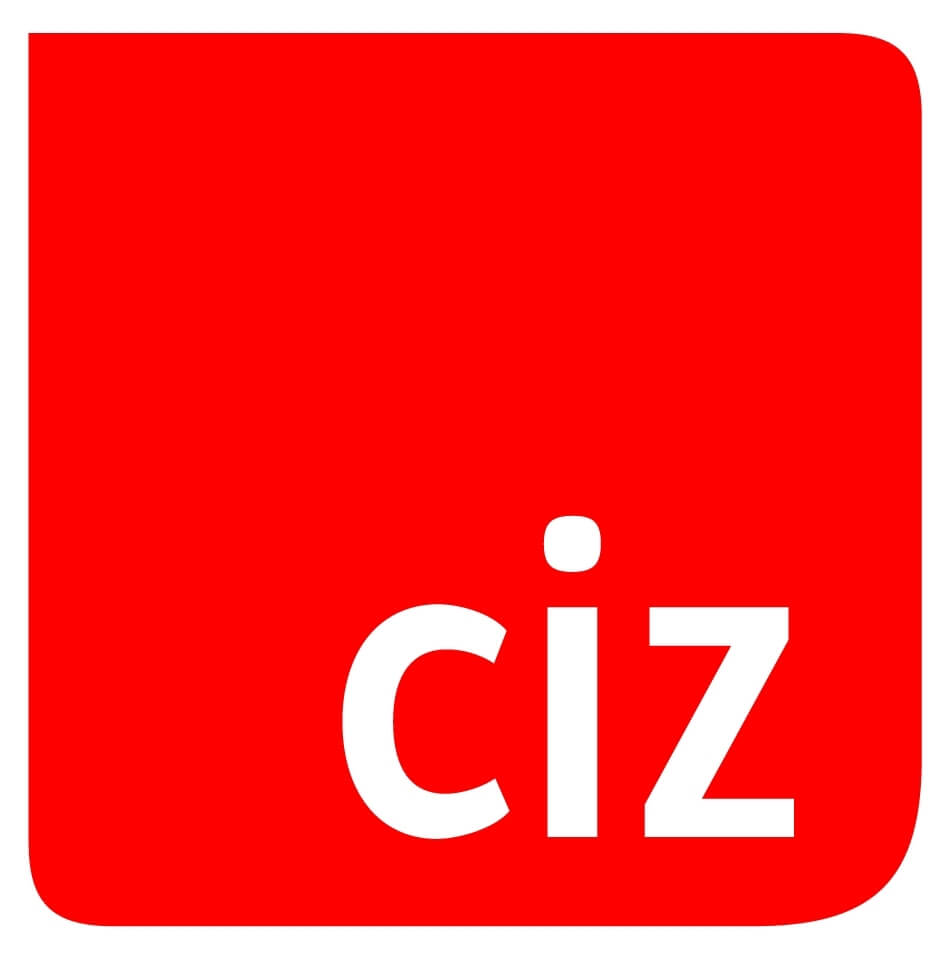
Logo van het Centrum Indicatiestelling Zorg (CIZ).

Het Centrum Indicatiestelling Zorg (ciz) is een onafhankelijke uitvoeringsinstantie van het ministerie van VWS die beoordeelt of iemand in aanmerking komt voor zorg uit de Wet langdurige zorg (Wlz). Het ciz is in 2005 van start gegaan en was de opvolger van de voorheen regionaal georiënteerde Regionale IndicatieOrganen (RIO's).
Sinds 2020 voert het ciz ook de Wet zorg en dwang (Wzd) uit. Uitgangspunt van de Wzd is dat onvrijwillige zorg niet wordt toegepast, tenzij het niet anders kan. Vanaf 1 januari 2021 is de Wlz ook toegankelijk voor cliënten met een psychische stoornis. Daarnaast indiceert het ciz voor de Wlz-subsidieregeling Algemene dagelijkse verrichtingen (AD-assistentie) en voor het Besluit uitvoering kinderbijslag (Buk).

## Cliënten
Het hangt van iemands persoonlijke situatie af of hij of zij in aanmerking komt voor Wlz-zorg. Over het algemeen geldt dat iemand een blijvende zorgbehoefte heeft. Dat betekent dat deze persoon de hele dag zorg in de nabijheid of permanent toezicht nodig heeft. Op de website van het ciz kunnen mensen ontdekken of het zinvol is om een aanvraag te doen. De ‘Wlz-check’ kan daarbij adviseren. 